# 马百庆
马百庆（？—？），清朝政治人物。
道光二十四年（1844年）甲辰科進士。咸丰二年（1852年）接替毛健任龙岩州知州一职，咸丰四年由明春接任。